# 安芸自動車学校
株式会社安芸自動車学校（あきじどうしゃがっこう）は高知県安芸市にある高知県公安委員会指定の指定自動車教習所を運営する企業。
合宿免許と通学免許を行っている。令和5年5月22日、有限会社安芸自動車学校より名称変更。姉妹校に高知県高知市にある「一宮・高知県自動車学校」と愛媛県上浮穴郡久万高原町の「くま高原ドライビングスクール」がある。

## 所在地
- 高知県安芸市川北甲2100番地[3]

## 沿革
1965年開校。2012年にはそれまで高知県交通安全協会が運営していた高知県自動車学校の経営を譲渡された。
- 1965年2月開校

## 取得できる免許
- 普通一種（MT・AT）
- 小型限定普通自動二輪免許（MT・AT）
- 普通自動二輪車（MT・AT）
- 大型自動二輪車（MT・AT）
- 準中型
- 中型一種
- 大型特殊自動車
- 第二種免許（普通自動車）
- 限定解除（AT限定解除・中型8t限定解除）

## 各種講習
- ペーパードライバー講習
- 高齢者講習
- 企業向け講習

## 交通
安芸駅（土佐くろしお鉄道ごめん・なはり線）より徒歩1.9km